# Kościół św. Kazimierza Królewicza w Giżycku
Kościół świętego Kazimierza Królewicza w Giżycku – rzymskokatolicki kościół parafialny należący do parafii pod tym samym wezwaniem (dekanat Giżycko – św. Krzysztofa diecezji ełckiej).
Budowniczym świątyni był ksiądz Lech Janowicz. W dniu 1 sierpnia 1991 roku została poświęcona kaplica utworzona z części budowanej świątyni. Poświęcona została przez księdza biskupa Józefa Wysockiego. Od tej pory kaplica o powierzchni 250 metrów kwadratowych pełniła funkcję kościoła parafialnego, gdzie odprawiane były msze święte. Obecnie jest to kaplica pod wezwaniem Matki Bożej Ostrobramskiej. Po zakończeniu budowy świątynia została konsekrowana 21 maja 2000 roku przez księdza biskupa Wojciecha Ziembę, ordynariusza ełckiego.
Budowla jest murowana, wzniesiona z cegły, jednonawowa – przylega do kościoła św. Brunona Biskupa i Męczennika; konstrukcja dachu świątyni jest metalowa, spawana. Budowlę pokrywa blacha powlekana, konstrukcja dachu dwuspadowa, dość stroma. Wszystkie okna w kościele są witrażami przedstawiającymi sceny biblijne, oprócz tego kościół posiada witraż patrona parafii św. Kazimierza, witraż Matki Teresy z Kalkuty oraz witraż Roku Jubileuszowego. Sufit kościoła został wykonany z boazerii ze świerku. Oświetleniem świątyni jest siedem żyrandoli wyprodukowanych z blachy miedzianej zamontowanych na środku budowli i w prezbiterium.